# Gajates
Gajates es un municipio y localidad española de la provincia de Salamanca, en la comunidad autónoma de Castilla y León. Se integra dentro de la comarca de la Tierra de Alba. Pertenece al partido judicial de Salamanca y a la Mancomunidad Tierras del Tormes.
Además del propio Gajates, su término municipal está formado por las localidades de Galleguillos y Valeros, ocupa una superficie total de 27,67 km² y según el padrón municipal elaborado por el INE en el año 2017, cuenta con una población de 169 habitantes.

## Símbolos

### Escudo
El escudo heráldico que representa al municipio fue aprobado el 18 de febrero de 2015 con el siguiente blasón:

En campo de púrpura, cotiza jaquelada de veintisiete puntos rectangulares, catorce puntos de gules equipolados de trece de plata, acompañada en jefe de torre en ruinas de oro, y en punta colina de oro encumbrada de burro de oro pasante a la diestra. Le timbra la Corona Real española cerrada
Boletín Oficial de Castilla y León nº 53 de 18 de marzo de 2015

### Bandera
El ayuntamiento no ha adoptado aún una bandera para el municipio.

## Historia
Su fundación se remonta a la repoblación efectuada por Ramiro II de León en el siglo X, quedando desde entonces integrado en el Reino de León, denominándose "Gayates" en el siglo XIII, poseyendo la actual denominación ya en el siglo XV, mientras que la pedanía de Galleguillos se denominaba en el siglo XIII "Galegos de Alfaraz". Debido a la cercanía del municipio a la frontera entre los reinos de León y Castilla, en el año 1196 la localidad de Galleguillos fue uno de los pueblos de la Tierra de Alba que fue atacado y saqueado por las tropas castellanas. Con la creación de las actuales provincias en 1833, Gajates quedó encuadrado en la provincia de Salamanca, dentro de la Región Leonesa, formando parte del partido judicial de Alba de Tormes hasta la desaparición de éste y su integración en el de Salamanca.

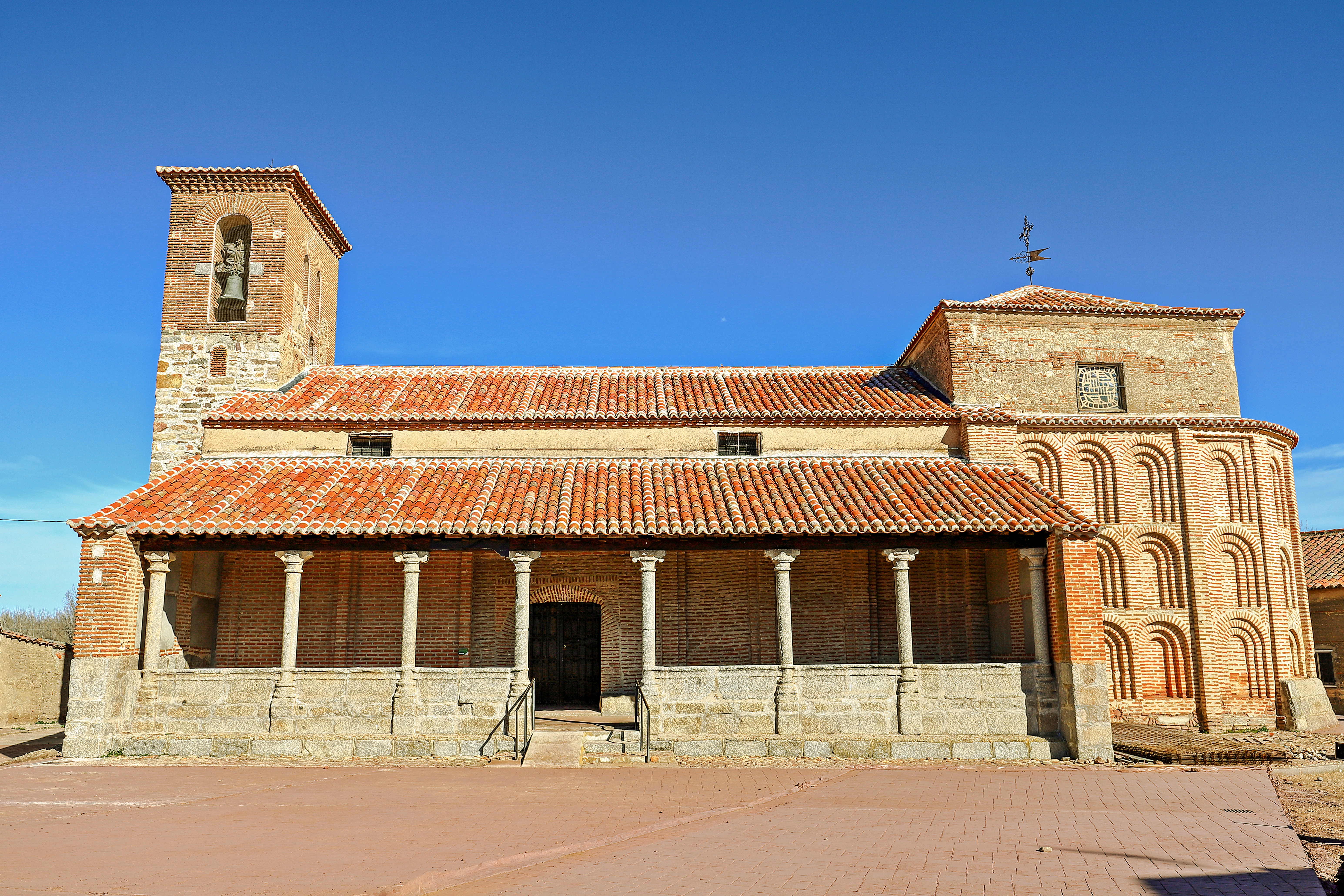
Iglesia del Salvador.

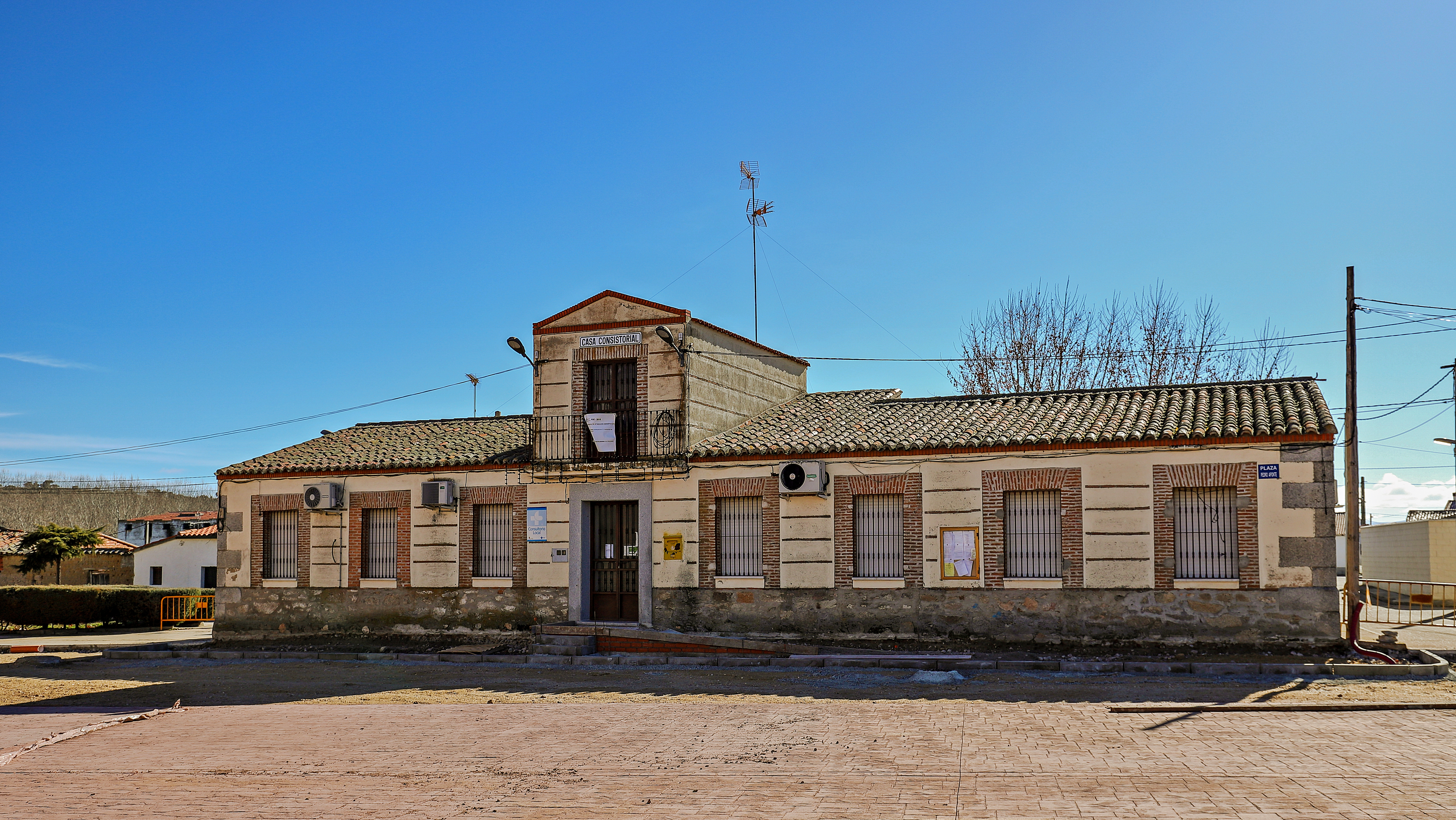
Casa consistorial.

## Geografía humana

### Demografía
Cuenta con una población de 140 habitantes (INE 2024).
| Gráfica de evolución demográfica de Gajates entre 1842 y 2021                                                         |
| |
| Población de derecho según los censos de población del INE. Población de hecho según los censos de población del INE. |

### Núcleos de población
El municipio se divide en tres núcleos de población: Gajates, Galleguillos y Valeros, que poseían la siguiente población en 2014 según el INE.
| Núcleo de población | Población |
| ------------------- | --------- |
| Gajates             | 116       |
| Galleguillos        | 43        |
| Valeros             | 7         |

### Economía
Hay cultivos de secano como pueden ser el maíz y el trigo.

## Administración y política
| Partido político                          | 2019  | 2019  | 2019       | 2015  | 2015  | 2015       | 2011  | 2011  | 2011       | 2007  | 2007  | 2007       | 2003  | 2003  | 2003       |
| Partido político                          | %     | Votos | Concejales | %     | Votos | Concejales | %     | Votos | Concejales | %     | Votos | Concejales | %     | Votos | Concejales |
| Partido Socialista Obrero Español (PSOE)  | 48,44 | 62    | 3          | 63,28 | 81    | 4          | 52,45 | 75    | 4          | 36,09 | 48    | 1          | 37,01 | 57    | 1          |
| Vecinos por Galleguillos y Gajates (VGyG) | 37,50 | 48    | 2          | —     | —     | —          | —     | —     | —          | —     | —     | —          | —     | —     | —          |
| Partido Popular (PP)                      | 34,38 | 44    | 0          | 28,13 | 36    | 1          | 39,16 | 56    | 1          | 57,89 | 77    | 4          | 55,84 | 86    | 4          |
| Coalición SI por Salamanca (SI)           | —     | —     | —          | —     | —     | —          | 0,7   | 1     | 0          | —     | —     | —          | —     | —     | —          |
| Unión del Pueblo Salmantino (UPSa)        | —     | —     | —          | —     | —     | —          | —     | —     | —          | 1,5   | 2     | 0          | —     | —     | —          |

## Monumentos y lugares de interés

### Iglesia de El Salvador
Construida originalmente en el siglo XIII en estilo románico-mudéjar, destaca en ella su ábside. Este ábside presenta siete paños separados por ocho bandas verticales, constando cada uno de los paños de tres arcadas dobles de medio punto. Su interior acoge la tumba renacentista del clérigo beneficiado de Gajates, Pedro Aponte, del siglo XVI.

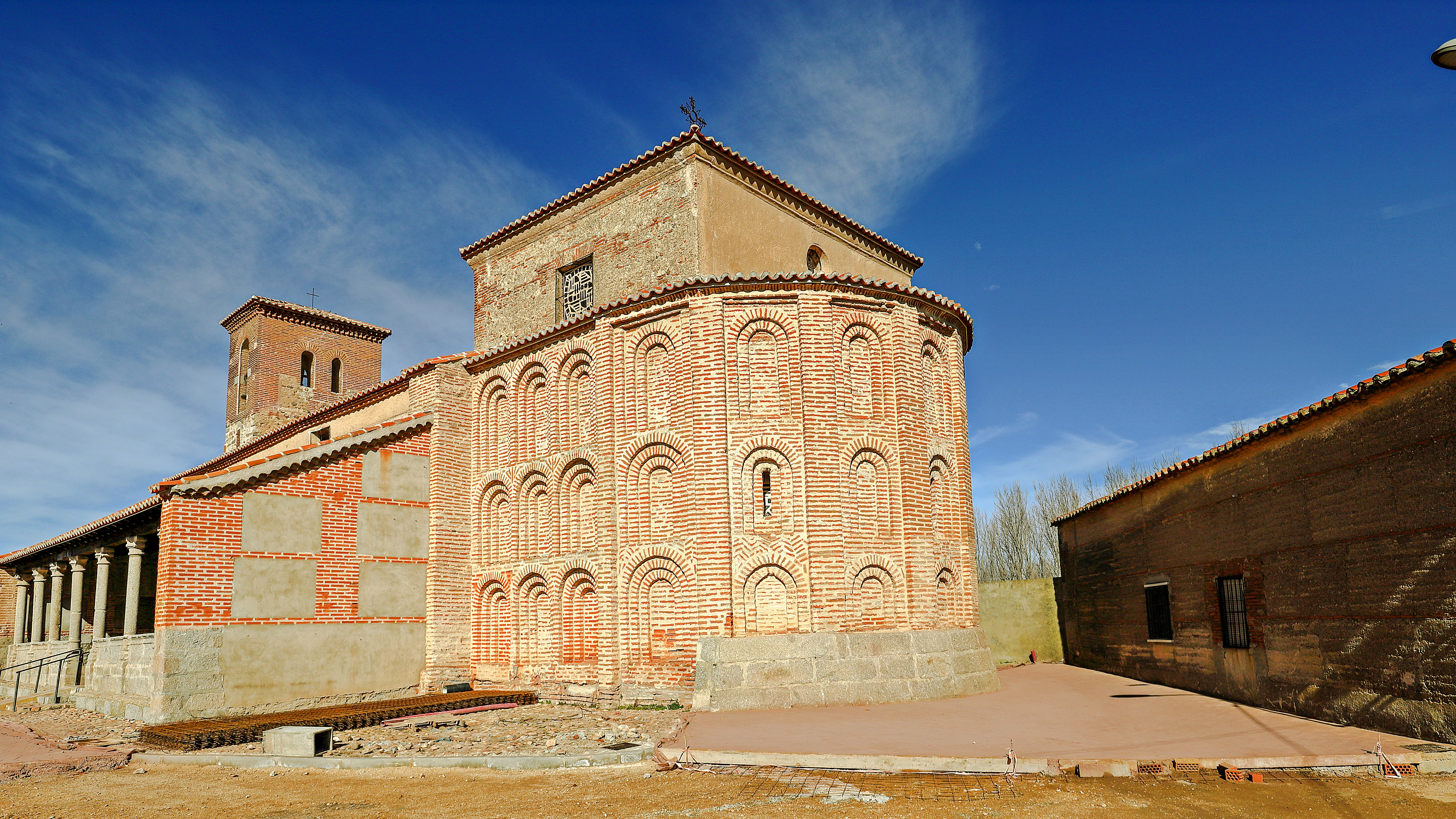
Ábside de la iglesia del Salvador

### El Palacio
Se trata de los restos del palacio-fortaleza que se erigió en el siglo XII para descanso del rey Alfonso VI de León, construido tras la cesión de unos terrenos otorgados por este monarca a un joven noble llamado Pedro de Santadaría.